# Börrums församling
Börrums församling var en församling i Linköpings stift inom Svenska kyrkan i Söderköpings kommun i Östergötlands län. Församlingen uppgick 1 januari 2002 i S:t Anna församling som sedan 2010 uppgick i Söderköping S:t Anna församling.
Församlingskyrka var Börrums kyrka. 

## Administrativ historik
Församlingen bildades 1718 genom en utbrytning ur Mogata församling, därefter till 1 maj 1919 var denna församling kapellförsamling till Mogata församling. Från 1 maj 1919 till 1944 var församlingen annexförsamling i pastoratet S:t Anna och Börrum. Från 1944 till 1962 var församlingen annexförsamling i pastoratet Mogata, Skällvik och Börrum. Från 1962 till 2002 var församlingen annexförsamling i pastoratet S:t Anna, Mogata, Skällvik och Börrum. Församlingen uppgick 1 januari 2002 i S:t Anna församling som sedan 2010 uppgick i Söderköping S:t Anna församling.
Församlingskod var 058209.

## Komministrar
| Ämbetstid | Namn                       | Levnadstid | Övrigt                                      |
| --------- | -------------------------- | ---------- | ------------------------------------------- |
| 1718-1731 | Jonas Hagelius             | 1670–1737  | Senare kyrkoherde i Mogata församling.      |
| 1731-1741 | Nicolaus Söderstrand       | 1695-1741  |                                             |
| 1741-1753 | Johan Metzenius            | 1707-1753  |                                             |
| 1753-1761 | Pehr Falk                  | 1712-1761  |                                             |
| 1762-1789 | Pehr Sjöstedt              | 1722-1789  |                                             |
| 1790-1818 | Johan Lorentz Bank         | 1748-1818  |                                             |
| 1819      | Johan Edvard Landerstedt   |            | Senare komminister i Ringarums församling.  |
| 1822–1824 | Anders Magnus Hagman       | 1786–1855  | Senare kyrkoherde i Björkebergs församling. |
| 1824      | Benct Wongers              |            | Senare kyrkoherde i Mogata församling.      |
| 1870      | Olaus Kjörling             |            | Senare kyrkoherde i Misterhults församling. |
| 1887-     | Anders Nathanael Lithander | 1853-      |                                             |

### Huspredikanter
Hupredikanter på Borum.
| Ämbetstid | Namn           | Levnadstid | Övrigt |
| --------- | -------------- | ---------- | ------ |
| 1782-1784 | Andreas Thorén | 1758-1809  |        |

## Organister och klockare
| Ämbetstid | Namn               | Levnadstid | Kommentarer                       |
| --------- | ------------------ | ---------- | --------------------------------- |
| 1784–1787 | Nils Håkansson     |            | Klockare                          |
| 1787–1824 | Gerhard Rosenquist | 1765–1824  | Klockare                          |
| 1825–1842 | Thure Wikström     | 1802–      | Klockare och organist             |
| 1842–1899 | Gustaf Cederquist  | 1814–      | Organist, klockare och skollärare |